# Forum Hadriani

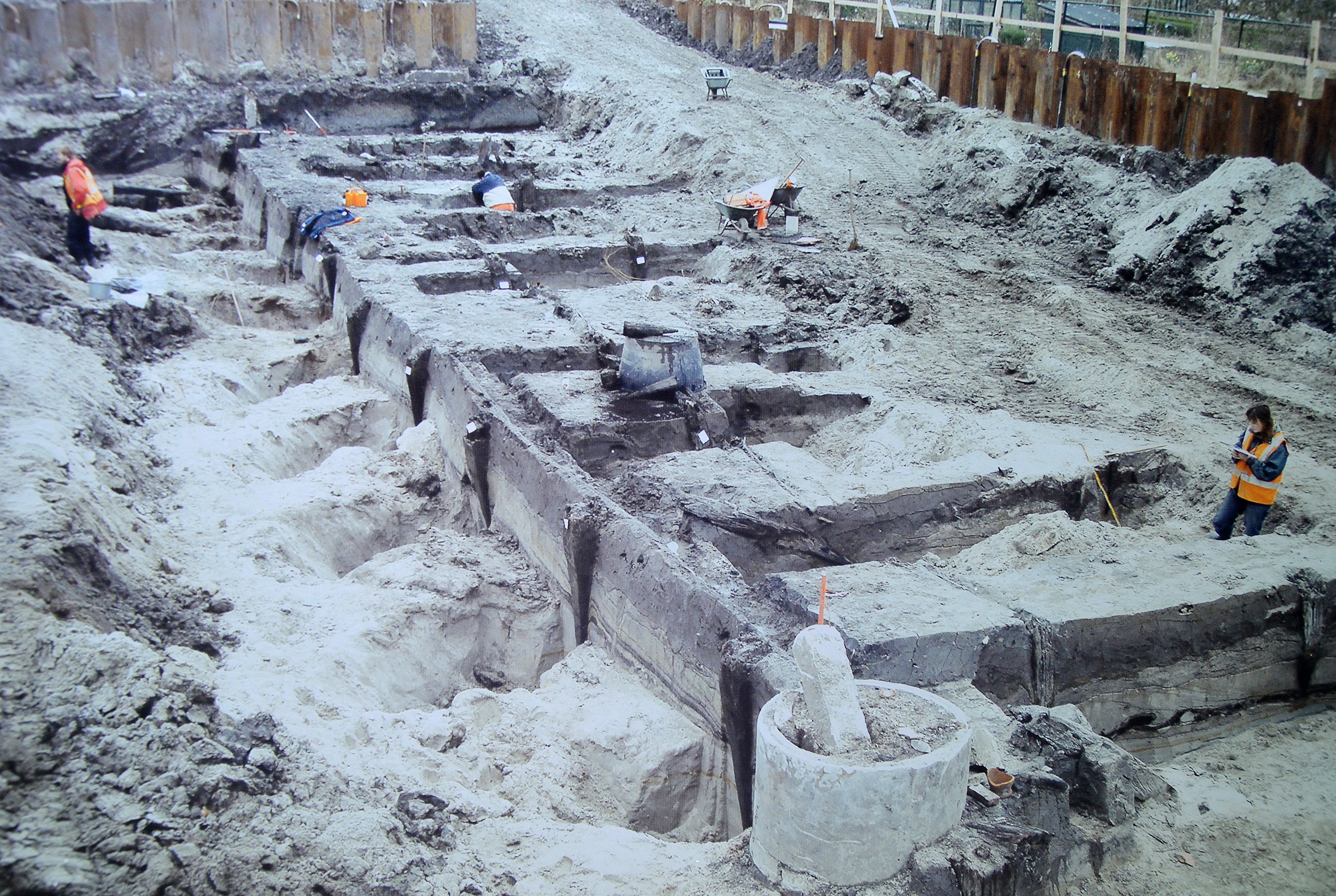
Scavi del porto del Forum Hadriani nel 2007-2008

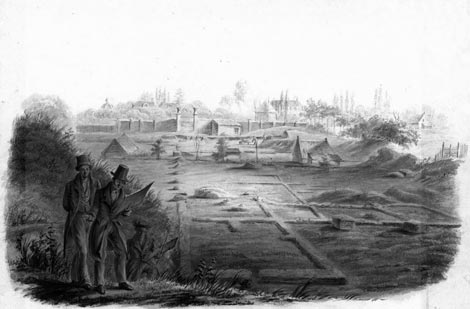
C.J.C. Reuvens ai primi scavi moderni del Forum Hadriani tra il 1827 e il 1834

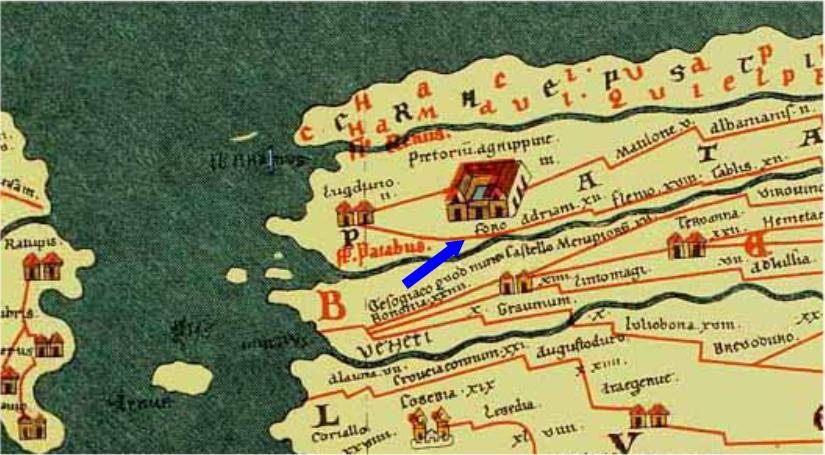
Forum Hadriani, sulla carta Peutingeriana

Il Forum Hadriani, noto anche come Municipium Aelium Cananefatium, era una città romana nella provincia di Germania Inferiore, sul sito dell'attuale Voorburg-ovest (comune di Leidschendam-Voorburg). Il Forum Hadriani era la città più settentrionale (municipium) dell'Europa continentale.

## Storia
Il Forum Hadriani era originariamente un insediamento della tribù germanica dei Canninefati, che viveva nella zona costiera occidentale della Germania Inferiore. Avevano costruito il loro villaggio lungo il canale di Corbulone. Questa via d'acqua fu costruita intorno al 50 a. C. dal generale romano Corbulone e costituì un importante collegamento economico tra il Forte Matilo sul Reno (vicino a Leida) e il Mosa (vicino a Naaldwijk). I Canninefati erano alleati dei Romani e fornivano, tra le altre cose, soldati per gli ausiliari delle legioni.
Nel 121 e 122, l'imperatore Adriano fece un grande giro dei confini nordoccidentali dell'Impero, probabilmente anche con l'insediamento dei Canninefati. Durante questa visita, l'imperatore concesse loro diritti di mercato e diede il nome al villaggio, Forum Hadriani (Mercato di Adriano). L'insediamento fu completamente ricostruito secondo il progetto romano. È probabile che durante il regno di Antonino Pio, il Forum Hadriani ricevette i diritti di città intorno all'anno 150 e divenne municipium. Il Forum Hadriani divenne la città più a nord del continente europeo. Il nome ufficiale era quindi Municipium Aelium Cananefatium (Aelius era il cognome di Adriano) abbreviato in MAC. Questa sigla è anche inciso sulle pietre miliari romane nella regione nel nuovo quartiere Wateringse Veld dell'Aia, a Rijswijk e Monster. Le pietre miliari indicavano la distanza dalla città. A causa dello stato di Municipium è Forum Hadriani considerata la seconda più antica città dei Paesi Bassi, dopo Noviomagus, l'attuale Nimega.
A causa del suo significato economico, il Forum Hadriani divenne un'importante città locale. Per questo motivo, è anche menzionato sulla mappa di Peutinger, una sorta di mappa stradale di epoca romana.
Nel frattempo, è stato sostenuto che la città dalla fine del secondo secolo in poi oltre ad una funzione urbana, ha anche ricevuto un contesto militare, soprattutto come centro logistico per l'esercito, ma anche come parte delle infrastrutture militari dell'area.

## La città
Con una superficie di circa 300 per 400 metri, il Forum Hadriani non era davvero un posto grande. Eppure erano presenti tutte le caratteristiche specifiche della città romana. C'era una cinta muraria con diverse porte e c'era un doppio canale intorno alla città. All'interno delle mura c'era una strada diritta lungo la quale vennero costruiti vari edifici in pietra e templi. C'erano un bagno, una locanda e case. In totale c'erano circa 1000 persone.

## Dopo l'epoca romana
Nel corso del tempo, il Forum Hadriani ha sofferto di epidemie e incursioni dei pirati Cauci e Sassoni e di nuovo in seguito a inondazioni e incursioni dai Frisoni. Presumibilmente dopo la caduta dell'impero delle Gallie (274), la città fu abbandonata dai Romani. Dopo la conquista romana del delta del Reno sotto la guida di Costanzo I Cloro, la città non fu ricostruita e popolata alla fine del III secolo. Il Forum Hadriani è gradualmente caduto in declino. Nell'alto medioevo, le pietre delle case furono probabilmente rimosse dal sito per essere riutilizzate altrove. Nel luogo in cui sorgeva la città, non si vede nulla, anche se ci sono ancora molti resti sottoterra. Il parco di Voorburg Arentsburg è in gran parte sopra i resti di Forum Hadriani. In questo parco è stata eretta una colonna commemorativa in memoria della città romana. Nel distretto adiacente, il tracciato delle mura della città è indicato nello schema stradale.

## Scavi

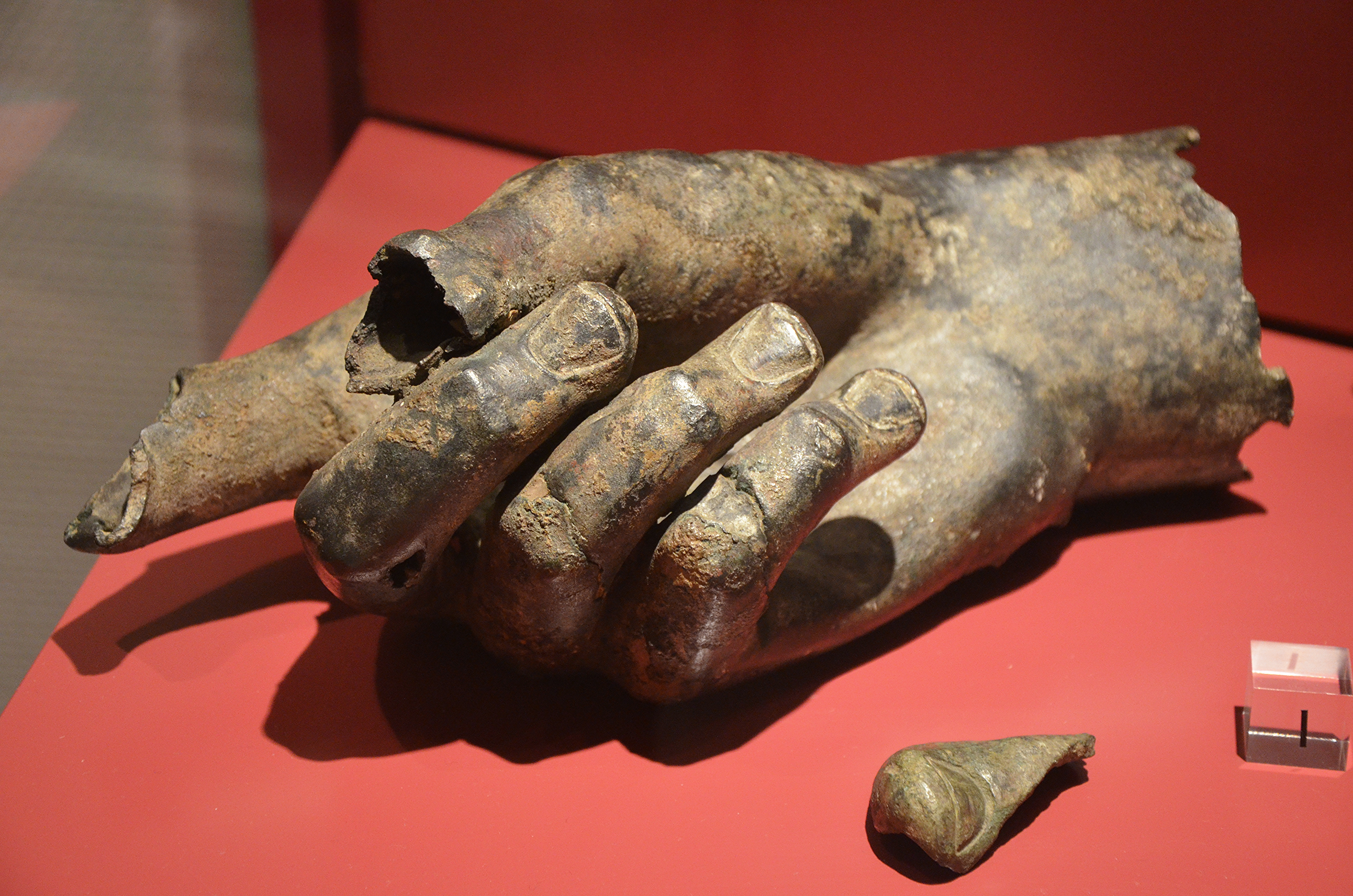
Mano di bronzo (RMO di Leida)

Nel 1771, durante i lavori nel giardino della tenuta, fu trovata una mano di bronzo che fu in seguito usata come esempio per una statua equestre di Pietro il Grande in Russia (Hendrik van Wijn, 1800). Importanti scavi archeologici furono effettuati nella località di Arentsburg tra il 1827 e il 1833 sotto la supervisione dello studioso di Leida C.J.C. Reuvens e tra il 1908 e il 1915 di J.H. Holwerda. Tra le altre cose, sono stati trovati resti di strade, case, mura della città e un cancello. Holwerda pensò di aver trovato una "flotta militare romana" perché furono trovate molte tegole con il sigillo della Classis Germanica. Nel 1970 l'archeologo Jules Bogaers concluse che si trattava di un municipium e non di un insediamento militare. Nel 2005 durante gli scavi, tra le altre cose, sono state trovate navi in bronzo, due ruote complete di carro romano e un piccolo altare di Giove. Nel 2008 è stato scoperto l'ingresso di un porto. Un pilastro di pietra di tufo è stato trovato in quel porto, che potrebbe essere una pietra miliare senza precedenti, ma prima che gli archeologi avessero potuto studiare il ritrovamento, era già stato smaltito come macerie da un appaltatore troppo zelante.

## Modello in scala
Nel Museum Swaensteyn (precedentemente Stadsmuseum Leidschendam-Voorburg) c'è un modello del Forum Hadriani.